# リュボーフィ・ポポーワ

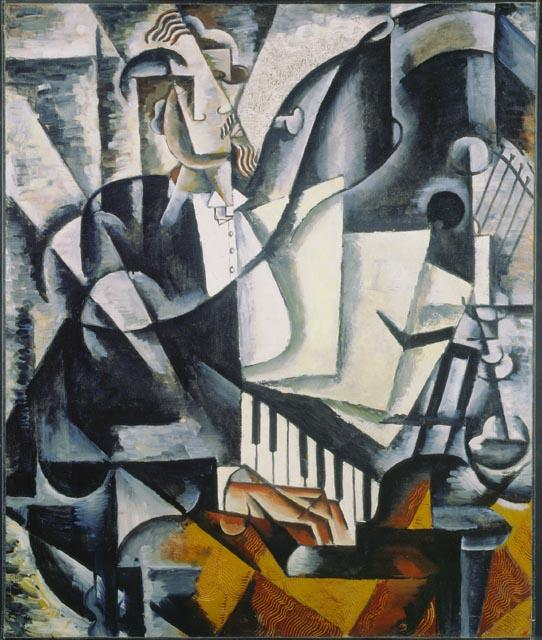
『ピアニスト』(1914年)

リュボーフィ・ポポーワ（Liubov S. Popova, Любовь Сергеевна Попова、 1889年4月24日 - 1924年5月25日）は、ロシア・アヴァンギャルド、ロシア構成主義を代表する美術家、画家。モスクワ県で生まれてモスクワで没した。「リュボーフィ」は「リュボーフ」、「ポポーワ」は「ポポワ」「ポポーヴァ」とも表記される。

## 概要

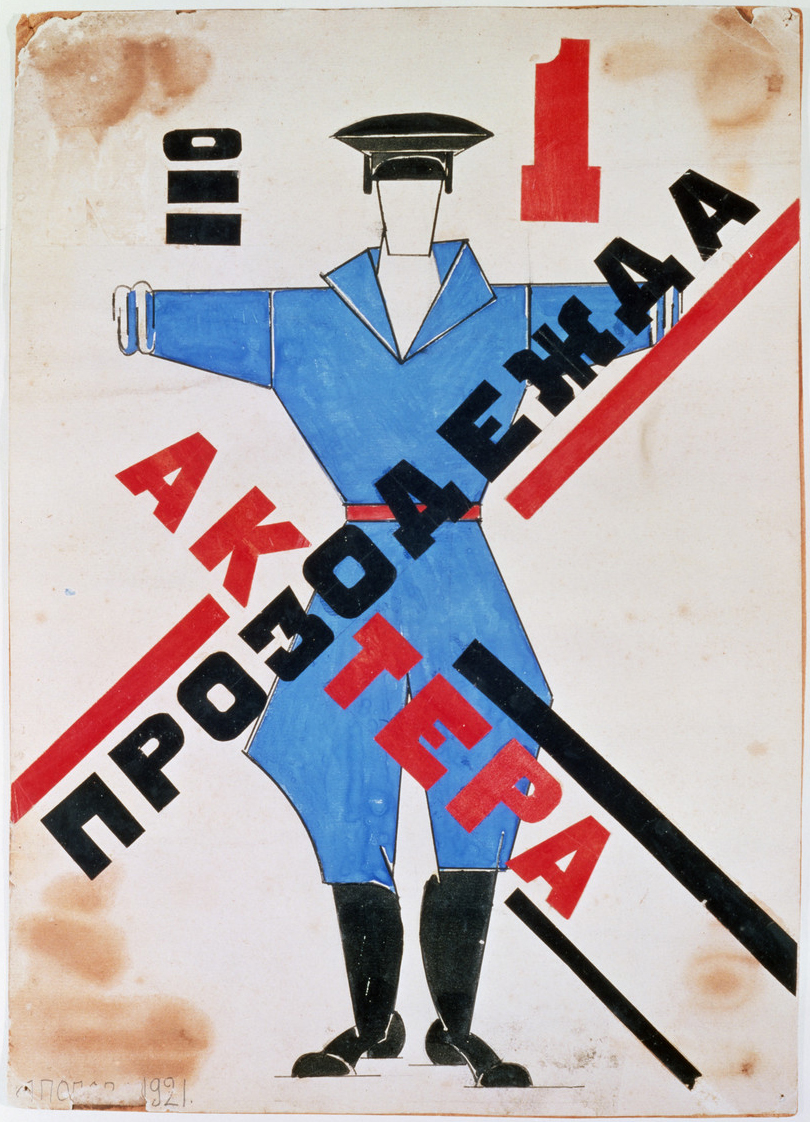
『俳優第1番の制服』

1912年パリのパレット・アカデミー(Académie de la Palette)で学び始める。ジャン・メッツァンジェの元などでキュビスムを学び、未来派をも吸収する。
ロシアに戻り、1913年頃からウラジーミル・タトリンのもとで働く。「ダイヤのジャック」とも、その後期には接点を持った。
色彩とフォルムが調和したバランスのよい構成主義的絵画を多く残した。
1920年代には、織物、染色、舞台装飾（フセヴォロド・メイエルホリド作品「堂々たるコキュ」（1922年）など）、衣装、家具デザインなど広い分野で活躍した。
また、ヴフテマスなどにおいて後進の教育にも参加した。